# كام بوتينغ
كام بوتينغ هو لاعب هوكي جليد كندي، ولد في 10 مارس 1954 في كينغستون في كندا.

## وصلات خارجية
- كام بوتينغ على موقع دوري الهوكي الوطني (الإنجليزية)
- كام بوتينغ على موقع قاعة مشاهير الهوكي (لاعب أن.إتش.أل) (الإنجليزية)
- كام بوتينغ على موقع EliteProspects.com (الإنجليزية)
- كام بوتينغ على موقع HockeyDB.com (الإنجليزية)
- كام بوتينغ على موقع Hockey-Reference.com (الإنجليزية)